# Bridgeton (Misuri)
Bridgeton es una ciudad ubicada en el condado de San Luis en el estado estadounidense de Misuri. En el Censo de 2010 tenía una población de 11550 habitantes y una densidad poblacional de 292,58 personas por km².

## Geografía
Bridgeton se encuentra ubicada en las coordenadas 38°46′24″N 90°25′1″O / 38.77333, -90.41694. Según la Oficina del Censo de los Estados Unidos, Bridgeton tiene una superficie total de 39.48 km², de la cual 37.82 km² corresponden a tierra firme y (4.19%) 1.65 km² es agua.

## Demografía
Según el censo de 2010, había 11550 personas residiendo en Bridgeton. La densidad de población era de 292,58 hab./km². De los 11550 habitantes, Bridgeton estaba compuesto por el 72.4% blancos, el 18.72% eran afroamericanos, el 0.22% eran amerindios, el 2.49% eran asiáticos, el 0.02% eran isleños del Pacífico, el 4.1% eran de otras razas y el 2.05% pertenecían a dos o más razas. Del total de la población el 6.43% eran hispanos o latinos de cualquier raza.